# Full Gear (2024)
O Full Gear 2024 foi um professional wrestling pay-per-view (PPV) evento produzido por All Elite Wrestling (AEW). Foi o sexto Full Gear anual e aconteceu em 23 de novembro de 2024, no Prudential Center em Newark, New Jersey, marcando o segundo Full Gear realizado no local, após o 2022.

## Produção

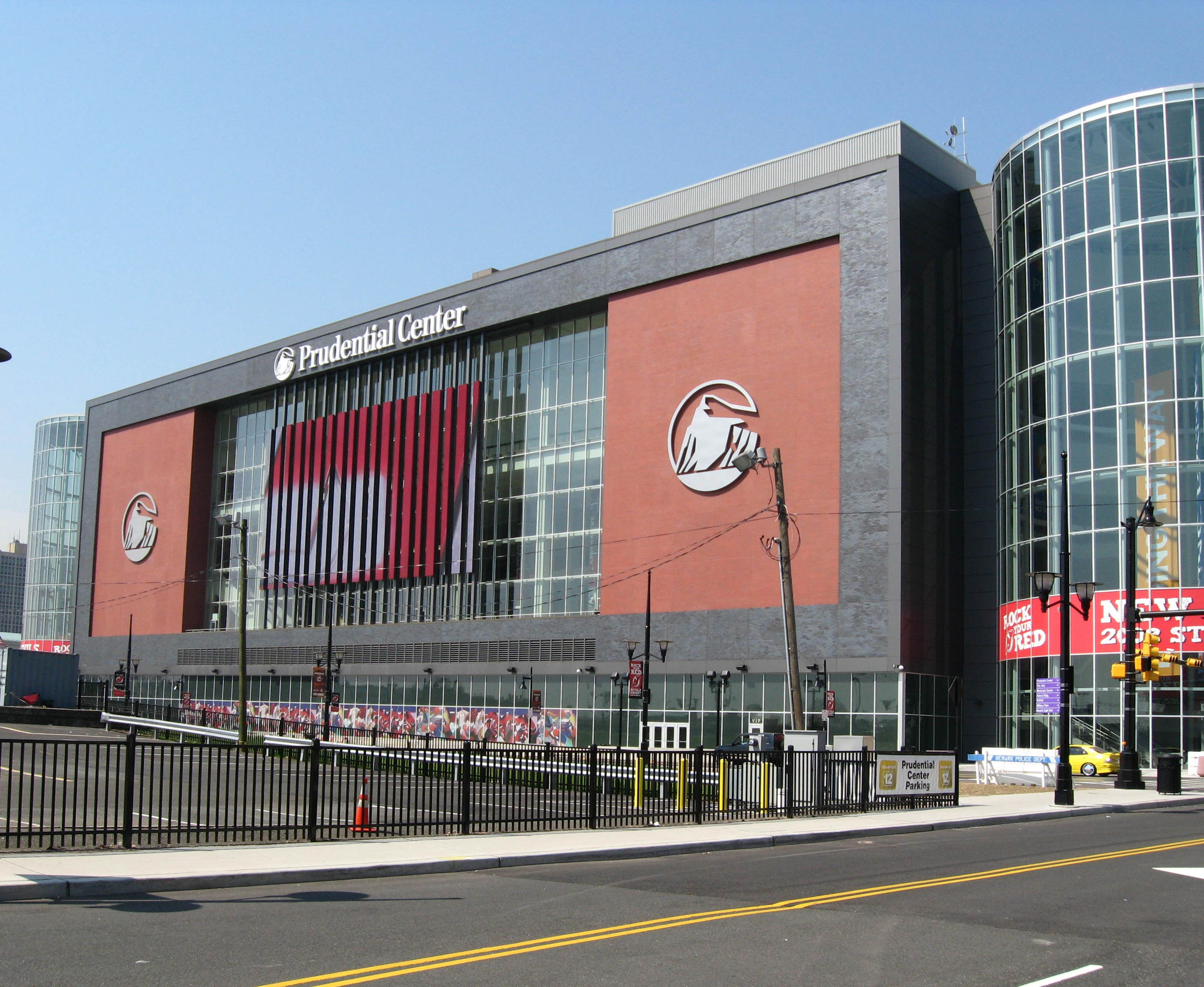
O evento será realizado no Prudential Center em Newark, New Jersey, marcando o segundo Full Gear realizado no local, depois de 2022.

### Introdução
Full Gear é um wrestling profissional pay-per-view (PPV) evento realizado anualmente em Novembro pela All Elite Wrestling (AEW) desde 2019, geralmente por volta da semana do Dia dos Veteranos. É um dos "Quatro Grandes" PPVs da AEW, que inclui Double or Nothing, All Out e Revolution, seus quatro maiores eventos nacionais produzidos trimestralmente. Dos quatro, Full Gear é o único pay-per-view da AEW tradicionalmente realizado aos sábados. Em 11 de abril de 2024, a AEW anunciou que o sexto evento Full Gear aconteceria em 23 de novembro de 2024, no Prudential Center em Newark, New Jersey, marcando o segundo Full Gear realizado no local, depois de 2022.

### Rivalidades
Full Gear apresentará lutas de luta livre profissional que são o resultado de rivalidades preexistentes e enredos de história, com resultados sendo predeterminados pelos escritores da AEW. As histórias são produzidas nos programas semanais de televisão da AEW, Dynamite, Collision e Rampage.
No episódio de 24 de outubro de Dynamite, Adam Cole estava prestes a contar outra história, mas foi interrompido por Roderick Strong, Matt Taven e Mike Bennett. Strong disse que quando Cole veio até eles com a ideia de tirar MJF, eles imediatamente disseram que sim porque são amigos de verdade. Ele disse que eles precisavam terminar o trabalho em MJF. Cole mais uma vez desafiou MJF a se assumir, mas foi saudado por outro pacote de vídeo. MJF, recebendo uma mensagem, reiterou que não enfrentaria Cole, mas estabeleceu os termos para uma possível luta. Ele disse que vai enfrentar Cole ou Strong, bastando vencer três lutas. Quem vencesse três lutas primeiro o enfrentaria no AEW Full Gear. Cole e Strong concordaram com esta estipulação.

## Evento
| Função                  | Nome                                                                      |
| ----------------------- | ------------------------------------------------------------------------- |
| Comentaristas           | Excalibur (Pre-show and PPV)                                              |
| Comentaristas           | Tony Schiavone (Pre-show and PPV)                                         |
| Comentaristas           | Nigel McGuinness (PPV)                                                    |
| Comentaristas           | Jim Ross (last 2 matches)                                                 |
| Comentaristas           | Matt Menard (Pre-show and TNT title match)                                |
| Comentaristas           | Paul Wight (Big Boom AJ vs. QT Marshall)                                  |
| Comentaristas           | Don Callis (Will Ospreay vs. Kyle Fletcher and International title match) |
| Comentaristas espanhóis | Carlos Cabrera                                                            |
| Comentaristas espanhóis | Alvaro Riojas                                                             |
| Comentaristas espanhóis | Ariel Levy                                                                |
| Anunciador de ringue    | Justin Roberts                                                            |
| Anunciador de ringue    | Arkady Aura                                                               |
| Árbitros                | Aubrey Edwards                                                            |
| Árbitros                | Bryce Remsburg                                                            |
| Árbitros                | Mike Posey                                                                |
| Árbitros                | Paul Turner                                                               |
| Árbitros                | Rick Knox                                                                 |
| Árbitros                | Stephon Smith                                                             |
| Entrevistadora          | Lexy Nair                                                                 |
| Apresentadores pré-show | Renee Paquette                                                            |
| Apresentadores pré-show | RJ City                                                                   |
| Apresentadores pré-show | Jeff Jarrett                                                              |
| Apresentadores pré-show | Paul Walter Hauser                                                        |

## Resultados
| Nº                                          | Resultados | Estipulações                                                   | Tempo |
| ------------------------------------------- | --- | -------------------------------------------------------------- | ----- |
| Pré- show                                   | Anna Jay derrotou Deonna Purrazzo (com Taya Valkyrie) | Luta individual                                                | 7:00  |
| Pré- show                                   | Buddy Matthews derrotou Dante Martin, Komander (com Alex Abrahantes), e The Beast Mortos | Four-way match                                                 | 10:35 |
| Pré- show                                   | Big Boom! A.J. (com Big Justice) derrotou Q. T. Marshall (com The Ace of Space Academy) | Luta individual                                                | 11:45 |
| 1                                           | Private Party (Isiah Kassidy e Marq Quen) (c) derrotaram The Outrunners (Truth Magnum e Turbo Floyd) vs. Kings of the Black Throne (Malakai Black e Brody King) vs. The Acclaimed (Anthony Bowens e Max Caster) | Luta de quatro duplas pelo Campeonato Mundial de Duplas da AEW | 13:25 |
| 2                                           | MJF derrotou Roderick Strong | Luta individual                                                | 13:40 |
| 3                                           | Mercedes Moné (c) derrotou Kris Statlander | Luta individual pelo Campeonato TBS da AEW                     | 19:25 |
| 4                                           | Jay White derrotou "Hangman" Adam Page | Luta individual                                                | 19:55 |
| 5                                           | Kyle Fletcher derrotou Will Ospreay | Luta individual                                                | 24:15 |
| 6                                           | Daniel Garcia derrotou Jack Perry (c) | Luta individual pelo Campeonato TNT da AEW                     | 18:25 |
| 7                                           | Konosuke Takeshita (c) derrotou Ricochet | Luta individual pelo Campeonato Internacional da AEW           | 19:15 |
| 8                                           | Bobby Lashley (com MVP e Shelton Benjamin) derrotou Swerve Strickland (com Prince Nana) | Luta individual                                                | 13:35 |
| 9                                           | Jon Moxley (c) (com Marina Shafir) derrotou Orange Cassidy | Luta individual pelo Campeonato Mundial da AEW                 | 19:20 |
| (c) – Refere-se aos campeões antes da luta. | |                                                                |       |

### AEW World Tag Team Championship Full Gear Four-Way Contender Series brackets
|  |                                                                      |                                                                      |                                               |     |                                                        |                                  |
|  | Eliminatórias Collision (9-16 de novembro) Dynamite (13 de novembro) | Eliminatórias Collision (9-16 de novembro) Dynamite (13 de novembro) |                                               |     | Final Full Gear (23 de novembro)                       | Final Full Gear (23 de novembro) |
|  | Eliminatórias Collision (9-16 de novembro) Dynamite (13 de novembro) | Eliminatórias Collision (9-16 de novembro) Dynamite (13 de novembro) |                                               |     | Final Full Gear (23 de novembro)                       | Final Full Gear (23 de novembro) |
|  |                                                                      |                                                                      |                                               |     |                                                        |                                  |
|  |                                                                      |                                                                      |                                               |     |                                                        |                                  |
|  | Private Party (Isiah Kassidy e Marq Quen) (c)                        | Bye                                                                  |                                               |     |                                                        |                                  |
|  | Private Party (Isiah Kassidy e Marq Quen) (c)                        | Bye                                                                  |                                               |     |                                                        |                                  |
|  | –                                                                    | –                                                                    |                                               |     |                                                        |                                  |
|  | –                                                                    | –                                                                    |                                               |     |                                                        |                                  |
|  | The Outrunners (Truth Magnum e Turbo Floyd)                          | Pin                                                                  | Private Party (Isiah Kassidy e Marq Quen) (c) | Pin |                                                        |                                  |
|  | The Outrunners (Truth Magnum e Turbo Floyd)                          | Pin                                                                  | Private Party (Isiah Kassidy e Marq Quen) (c) | Pin |                                                        |                                  |
|  | Top Flight (Darius Martin e Dante Martin)                            | 10:17                                                                |                                               |     | The Outrunners (Truth Magnum e Turbo Floyd)            | —                                |
|  | Top Flight (Darius Martin e Dante Martin)                            | 10:17                                                                |                                               |     | The Outrunners (Truth Magnum e Turbo Floyd)            | —                                |
|  | FTR (Dax Harwood e Cash Wheeler)                                     | 13:40                                                                |                                               |     | Kings of the Black Throne (Malakai Black e Brody King) | —                                |
|  | FTR (Dax Harwood e Cash Wheeler)                                     | 13:40                                                                |                                               |     | Kings of the Black Throne (Malakai Black e Brody King) | —                                |
|  | Kings of the Black Throne (Malakai Black e Brody King)               | Pin                                                                  |                                               |     | The Acclaimed (Anthony Bowens e Max Caster)            | 13:25                            |
|  | Kings of the Black Throne (Malakai Black e Brody King)               | Pin                                                                  |                                               |     | The Acclaimed (Anthony Bowens e Max Caster)            | 13:25                            |
|  | La Facción Ingobernable (Rush, Dralístico, e/ou The Beast Mortos)    | 11:15                                                                |                                               |     |                                                        |                                  |
|  | La Facción Ingobernable (Rush, Dralístico, e/ou The Beast Mortos)    | 11:15                                                                |                                               |     |                                                        |                                  |
|  | The Acclaimed (Anthony Bowens e Max Caster)                          | Pin                                                                  |                                               |     |                                                        |                                  |
|  | The Acclaimed (Anthony Bowens e Max Caster)                          | Pin                                                                  |                                               |     |                                                        |                                  |